# 100 naboi
100 naboi (tytuł oryginału: 100 Bullets) – amerykańska sensacyjna seria komiksowa, której autorami są Brian Azzarello (scenariusz) i Eduardo Risso (rysunki). Ukazywała się co miesiąc od czerwca 1999 do kwietnia 2009 nakładem wydawnictwa DC Comics w imprincie Vertigo; łącznie powstało 100 zeszytów. W 2014 ukazała się kontynuacja w postaci miniserii Brat Lono (Brother Lono). Po polsku pierwsze 42 zeszyty wydała Mandragora w tomach zbiorczych w latach 2002–2006, jednak przerwała publikację wskutek zawieszenia działalności. Wydania całości serii w Polsce podjęło się wydawnictwo Egmont Polska w latach 2018–2020.

## Opis fabuły
Tajemniczy Agent Graves kontaktuje się z osobami, którym przydarzyło się okropne zło i daje im szansę na wyrównanie rachunków. Wybrańcy otrzymują aktówkę zawierającą pistolet, 100 naboi, fotografię osoby odpowiedzialnej za wyrządzoną krzywdę i zapewnienie o tym, że naboje są całkowicie nie do namierzenia i każde policyjne dochodzenie zostanie natychmiast wstrzymane po odkryciu choćby jednego z nich. Wszystkie morderstwa spowodowane przez agenta Gravesa przedstawione są jako sprawiedliwe, wybrańcy nie są potem karani ani nagradzani i nie zyskują nic poza własną satysfakcją. W dalszej części komiksu Agent Graves i aktówka okazują się tylko częścią znacznie szerszej historii.

## Tomy zbiorcze wydane w Polsce

### Tomy wydane przez Egmont Polska
| Tom | Tytuł i rok wydania polskiego | Tytuł i rok wydania oryginalnego | Zawartość                                            |
| --- | ----------------------------- | -------------------------------- | ---------------------------------------------------- |
| 1   | 100 naboi – Tom 1 (2018)      | 100 Bullets: Volume 1 (2011)     | Zeszyty 100 Bullets #1–19 i Vertigo Winter's Edge #3 |
| 2   | 100 naboi – Tom 2 (2018)      | 100 Bullets: Volume 2 (2012)     | Zeszyty 100 Bullets #20–36                           |
| 3   | 100 naboi – Tom 3 (2018)      | 100 Bullets: Volume 3 (2012)     | Zeszyty 100 Bullets #37–58                           |
| 4   | 100 naboi – Tom 4 (2018)      | 100 Bullets: Volume 4 (2013)     | Zeszyty 100 Bullets #59–80                           |
| 5   | 100 naboi – Tom 5 (2019)      | 100 Bullets: Volume 5 (2013)     | Zeszyty 100 Bullets #81–100                          |
| –   | 100 naboi: Brat Lono (2020)   | 100 Bullets: Brother Lono (2014) | Zeszyty 100 Bullets: Brother Lono #1–8               |

### Tomy wydane przez Mandgragorę
| Tom | Tytuł i rok wydania polskiego                | Tytuł i rok wydania oryginalnego  | Zawartość                                                                      |
| --- | -------------------------------------------- | --------------------------------- | ------------------------------------------------------------------------------ |
| 1   | Pierwszy strzał, ostatnie ostrzeżenie (2002) | First Shot, Last Call (2001)      | Zeszyty 100 Bullets #1–5                                                       |
| 2   | Cień drugiej szansy, część 1 (2002)          | Split Second Chance (2001)        | Zeszyty 100 Bullets #6–10                                                      |
| 3   | Cień drugiej szansy, część 2 (2002)          | Split Second Chance (2001)        | Zeszyty 100 Bullets #11–14                                                     |
| 4   | Co ma wisieć, nie utonie (2003)              | Up on the Hang Low (2001)         | Zeszyty 100 Bullets #15–19                                                     |
| 5   | Stracone jutro, część 1 (2003)               | A Foregone Tomorrow (2002)        | Zeszyty 100 Bullets #20–22                                                     |
| 6   | Stracone jutro, część 2 (2003)               | A Foregone Tomorrow (2002)        | Zeszyty 100 Bullets #23–26                                                     |
| 7   | Stracone jutro, część 3 (2004)               | A Foregone Tomorrow (2002)        | Zeszyty 100 Bullets #27–30                                                     |
| 8   | Farbowany detektyw, część 1 (2005)           | The Counterfifth Detective (2003) | Zeszyty 100 Bullets #31–34                                                     |
| 9   | Farbowany detektyw, część 2 (2005)           | The Counterfifth Detective (2003) | Zeszyty 100 Bullets #35–36                                                     |
| 10  | Sześć stóp pod spluwą (2006)                 | Six Feet Under The Gun (2003)     | Zeszyty 100 Bullets #37–42                                                     |
| –   | Wydanie kolekcjonerskie, tom 1 (2003)        |                                   | Albumy Pierwszy strzał, ostatnie ostrzeżenie, Cień drugiej szansy (części 1–2) |
| –   | Wydanie kolekcjonerskie, tom 2 (2005)        |                                   | Albumy Co ma wisieć, nie utonie, Stracone jutro (części 1–3)                   |
| –   | Wydanie kolekcjonerskie, tom 3 (2006)        |                                   | Albumy Farbowany detektyw (części 1–2)                                         |